# 哈姆附近塞尔巴赫
哈姆附近塞尔巴赫是德国莱茵兰-普法尔茨州的一个市镇。总面积3.40平方公里，总人口181人，其中男性99人，女性82人（2011年12月31日），人口密度53人/平方公里。

## 地名
该地名Seelbach bei Hamm中的Hamm指的是莱茵兰-普法尔茨州阿尔滕基兴县的地方镇哈姆，而非威斯特法伦州的哈姆。